# Нази (озеро)
Нази (Найз) — пресноводное озеро на территории Кривопорожского сельского поселения Кемского района Республики Карелии.

## Общие сведения
Площадь озера — 2,2 км², площадь водосборного бассейна — 32,5 км². Располагается на высоте 108,4 метров над уровнем моря.
Форма озера лопастная, подковообразная, продолговатая: оно вытянуто с северо-запада на юго-восток. Берега изрезанные, каменисто-песчаные, преимущественно заболоченные.
Через озеро протекает река Нази, впадающая в реку Шомбу. Последняя впадает в реку Кемь.
К северу от озера проходит лесовозная дорога.
Код объекта в государственном водном реестре — 02020001011102000006189.